# OpenNLP
OpenNLP é uma biblioteca de processamento de linguagem natural (PLN) de código aberto escrita em Java que fornece suporte para as tarefas comuns de PLN, como tokenização, detecção de sentenças, lematização, análise sintática, extração de entidades nomeadas e análise de sentimentos. A biblioteca é amplamente utilizada em aplicações de inteligência artificial e ciência de dados para análise de texto e compreensão da linguagem humana.

## Introdução
O OpenNLP é uma biblioteca de software livre e de código aberto desenvolvida pela Apache Software Foundation que fornece uma série de algoritmos e ferramentas para processamento de linguagem natural. A biblioteca é escrita em Java e pode ser facilmente integrada a projetos Java ou projetos que utilizam a Java Virtual Machine (JVM). O OpenNLP oferece um conjunto completo de funcionalidades para desenvolver aplicações de PLN, como chatbots, sistemas de análise de sentimentos, extração de informações e outras aplicações relacionadas à análise de texto.

#### Principais componentes e funcionalidades:
1. Tokenização: O tokenizador do OpenNLP divide o texto em palavras, números e pontuações. Ele suporta vários idiomas e pode ser personalizado para atender às necessidades específicas de um projeto.
2. Detecção de sentenças: O detetor de sentenças identifica o início e o fim das sentenças em um texto. Essa funcionalidade é crucial para muitas tarefas de PLN, como análise sintática e análise de sentimentos.
3. Part-of-speech (POS) tagging: O OpenNLP fornece um etiquetador POS que classifica as palavras em suas respectivas categorias gramaticais, como substantivos, verbos, adjetivos e advérbios.
4. Lematização e stemming: A lematização é o processo de reduzir uma palavra à sua forma base ou canônica. O OpenNLP fornece um lematizador que utiliza um dicionário de palavras e suas formas base. O stemming é um processo relacionado que reduz as palavras às suas raízes, eliminando afixos.
5. Análise sintática: O analisador sintático do OpenNLP constrói uma árvore de análise sintática que representa a estrutura gramatical de uma sentença. Isso é útil para compreender a relação entre as palavras e identificar sujeitos, objetos e verbos.
6. Extração de entidades nomeadas (NER): A NER é uma tarefa de PLN que identifica e classifica entidades como pessoas, organizações, locais, datas e valores monetários no texto. O OpenNLP fornece um reconhecedor de entidades nomeadas baseado em aprendizado de máquina.
7. Análise de sentimentos: O OpenNLP pode ser usado para construir modelos de análise de sentimentos que identificam e classificam as emoções expressas em um texto como positivas, negativas ou neutras.
8. Aprendizado de máquina: O OpenNLP inclui um conjunto de algoritmos de aprendizado de máquina, como máxima entropia e perceptron, que podem ser usados para treinar modelos personalizados para diferentes tarefas de PLN. Esses algoritmos podem ser aplicados a problemas de classificação e regressão, bem como a outras tarefas específicas do domínio.
9. Co-reference resolution: A resolução de co-referência identifica quando diferentes palavras ou frases no texto se referem à mesma entidade, como pronomes que se referem a um substantivo mencionado anteriormente. O OpenNLP oferece um módulo para resolver co-referências e melhorar a compreensão do contexto.
10. Segmentação de tópicos e categorização de documentos: O OpenNLP pode ser utilizado para identificar os tópicos discutidos em um texto ou classificar documentos com base em seu conteúdo. Essas funcionalidades são úteis para organizar e gerenciar grandes volumes de informação em sistemas de recuperação de informações e análise de tendências.

## Implementação e integração
O OpenNLP pode ser facilmente integrado a projetos Java ou projetos que utilizam a JVM. A biblioteca é distribuída como um arquivo JAR e pode ser adicionada como uma dependência em um projeto usando ferramentas de gerenciamento de dependências, como Maven ou Gradle.
A API do OpenNLP é simples e intuitiva, permitindo que os desenvolvedores comecem a usar a biblioteca rapidamente. Além disso, o OpenNLP fornece uma série de modelos pré-treinados para várias tarefas de PLN em diferentes idiomas, facilitando ainda mais a implementação em projetos reais.

## Conclusão
O OpenNLP é uma biblioteca de processamento de linguagem natural de código aberto poderosa e versátil que oferece suporte a várias tarefas de PLN, tornando-a uma opção valiosa para desenvolvedores e pesquisadores interessados em trabalhar com análise de texto e compreensão da linguagem humana. A biblioteca é bem documentada e fácil de usar, facilitando a implementação e a integração em projetos existentes. Com a crescente demanda por aplicações de inteligência artificial que entendam e processem a linguagem natural, o OpenNLP continua sendo uma ferramenta valiosa e relevante para desenvolvedores e pesquisadores de PLN.